# Castel Trosino
(da "Rocche e Castelli dell'ascolano" di Bernardo Carfagna)

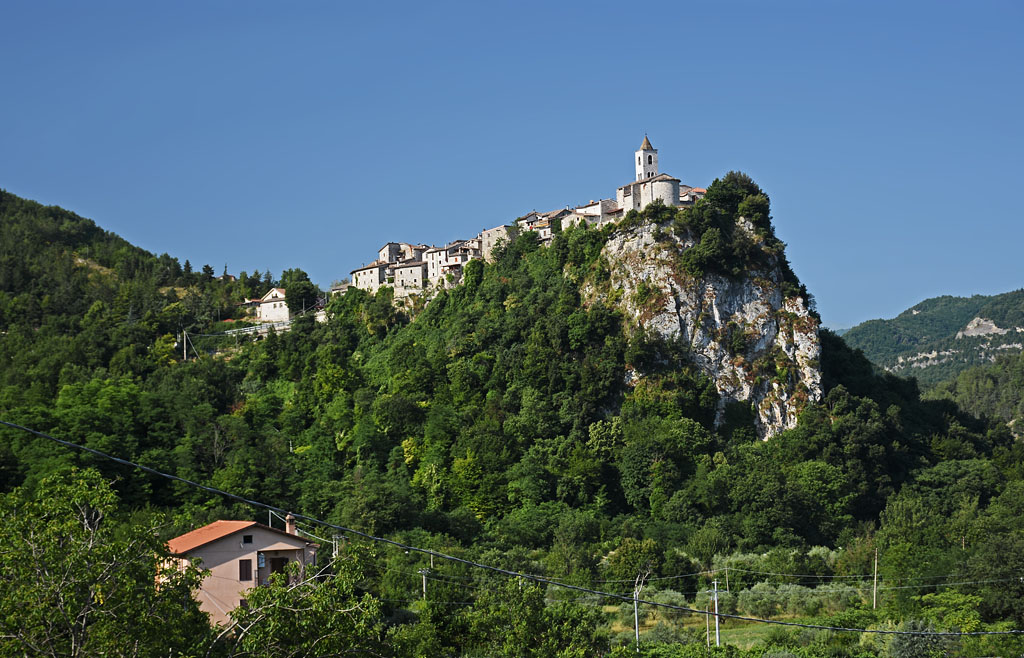
Castel Trosino

Castel Trosino (Castieltërësì in dialetto ascolano) è una frazione del comune di Ascoli Piceno.

## Geografia fisica

### Territorio
Il piccolo borgo si trova a pochi chilometri da Ascoli ed è raggiungibile seguendo la strada che, dopo il ponte di Porta Cartara, supera ed oltrepassa l'incasato di Borgo Cartaro.
Il castello sorge sulla sommità della rupe di travertino costituita da un unico grosso masso che si distaccò dalle propaggini di Colle San Marco in tempi lontanissimi.
È possibile accedere all'area dell'incasato da un solo lato, essendo gli altri a strapiombo sulla valle sottostante del torrente Castellano.

### Il borgo
Dall'aspetto tipicamente medievale il castello, abbarbicato ed isolato sull'altura, domina un vasto panorama e risulta essere un ottimo punto strategico di osservazione per le convergenze dei percorsi del ”Marchigiano Ascolano”.
Ai nostri giorni appare ancora interamente fabbricato e restaurato in pietra di travertino locale. La parte più antica del borgo è costituita dalle abitazioni che si trovano all'interno delle solide mura cui si accede attraverso il varco, che presenta un arco a tutto sesto, sul quale è incardinato il portone.

## Origini del nome
L'origine del toponimo del borgo è controversa, alcuni asseriscono che la denominazione derivi da Trans Suinum, altri, come Raffaele Elia, da Castrum Transuinum, dove Suinum è considerato l'antico nome del torrente Castellano che Lattanzi definisce col nome di Helvinum. Antonio Rodilossi sostiene che l'origine del toponimo possa essere trovata nelle parole tres sinus, idonee ad identificare un luogo costruito su tre spaccature del terreno.
Giulio Amadio invalida tutte queste affermazioni poiché sostiene che non vi è alcuna certezza che il torrente si chiamasse Suinum, che la definizione di Transuinum sarebbe valida solo per chi si trova sull'altra sponda del fiume, ma non per chi si trova dalla parte del borgo e che l'incasato del paese non sorge tra spaccature o insenature, ma è situato in posizione elevata. L'autore trova fondamento al significato del toponimo castrense nella denominazione che è riportata nei Catasti ascolani dell'anno 1381 in cui si leggono forme diverse, ma affini, del nome di Castel Trosino quali: (territorium) Castri Trisini e Castri Trusini. Egli deduce che Trusini e Trosini siano forme corrotte dell'originale Trisini. Trisino deriverebbe a sua volta da Tersinio, nome personale romano, che ha dato origine al toponimo di altre località come Trissino in provincia di Vicenza, nel Veneto.
Durante l'età medievale il nome del borgo era Castrum Trusei, di ciò riferisce Giannino Gagliardi ed afferma che Trusei deriva da Truseus, in italiano Troseo, nome personale piuttosto diffuso al tempo e frequentemente riportato negli atti dell'Archivio di Sant'Angelo. Nel XVI secolo Truseus da nome proprio fu mutato nell'aggettivo Truseum e la denominazione del borgo divenne Castel Truseum che in seguito si trasformò in Castel Trosino.
Lo storico Secondo Balena intuisce la derivazione di Castel Trosino dalle forme verbali in uso nel dialetto degli abitanti. Questa interpretazione ricondurrebbe al nome di Castel Rosino in considerazione che la rocca fortificata è dominata della montagna di Rosara. Nel modo di parlare quotidiano è stata aggiunta una T davanti al Ros di Rosino facendolo divenire Castel (T)rosino.

## Storia
Le fonti documentali non consentono di conoscere l'esatta epoca in cui vi furono i primi insediamenti umani in questo luogo. In epoca romana il sito era conosciuto per le acque termali che attraverso canalizzazioni raggiungevano la città di Ascoli.
Castel Trosino, secondo quanto riportato da Francesco Antonio Marcucci, nacque come punto di avvistamento e scoperta e fu qui costruito per sfruttare la facile difendibilità del luogo. Insieme a Castel Manfrino, l'ex convento di San Giorgio di Rosara e la Rocca di Montecalvo rappresentò una delle postazioni integranti del sistema difensivo della contea Ascolana voluta da Carlo Magno.
Durante il VI secolo d.C. ospitò la sede delle truppe ausiliarie dei Greci e nell'anno 578 la fortezza fu distrutta dal duca Faroaldo I, ancor prima che questi conquistasse anche Ascoli. Nel periodo medioevale vi si stabilirono i Longobardi giunti dopo che la città ascolana fu assoggettata al Ducato di Spoleto. In questo periodo rappresentò il punto di riferimento giurisdizionale e militare di molti centri della montagna e del bacino del Castellano.
A metà del XV secolo, Castel Trosino era divenuto un rifugio di banditi, che sfruttando la complicità dalle milizie di Giacomo Piccinino, figlio del più famoso Nicolò d'Acquaviva, trovavano copertura alle loro imprese. Essi furono responsabili di una sorta di guerriglia che danneggiava notevolmente il contado ascolano. Il 3 settembre 1495, un'azione congiunta delle milizie del capoluogo piceno e di quelle papali, assaltò e diroccò il fortilizio. Dell'originario impianto difensivo sono visibili solo la porta di accesso al castello e i resti della cinta muraria.
La tradizione narra che in questo borgo abbia dimorato anche Manfredi, figlio di Federico II, nella piccola casa medievale che si trova nel centro del paese.

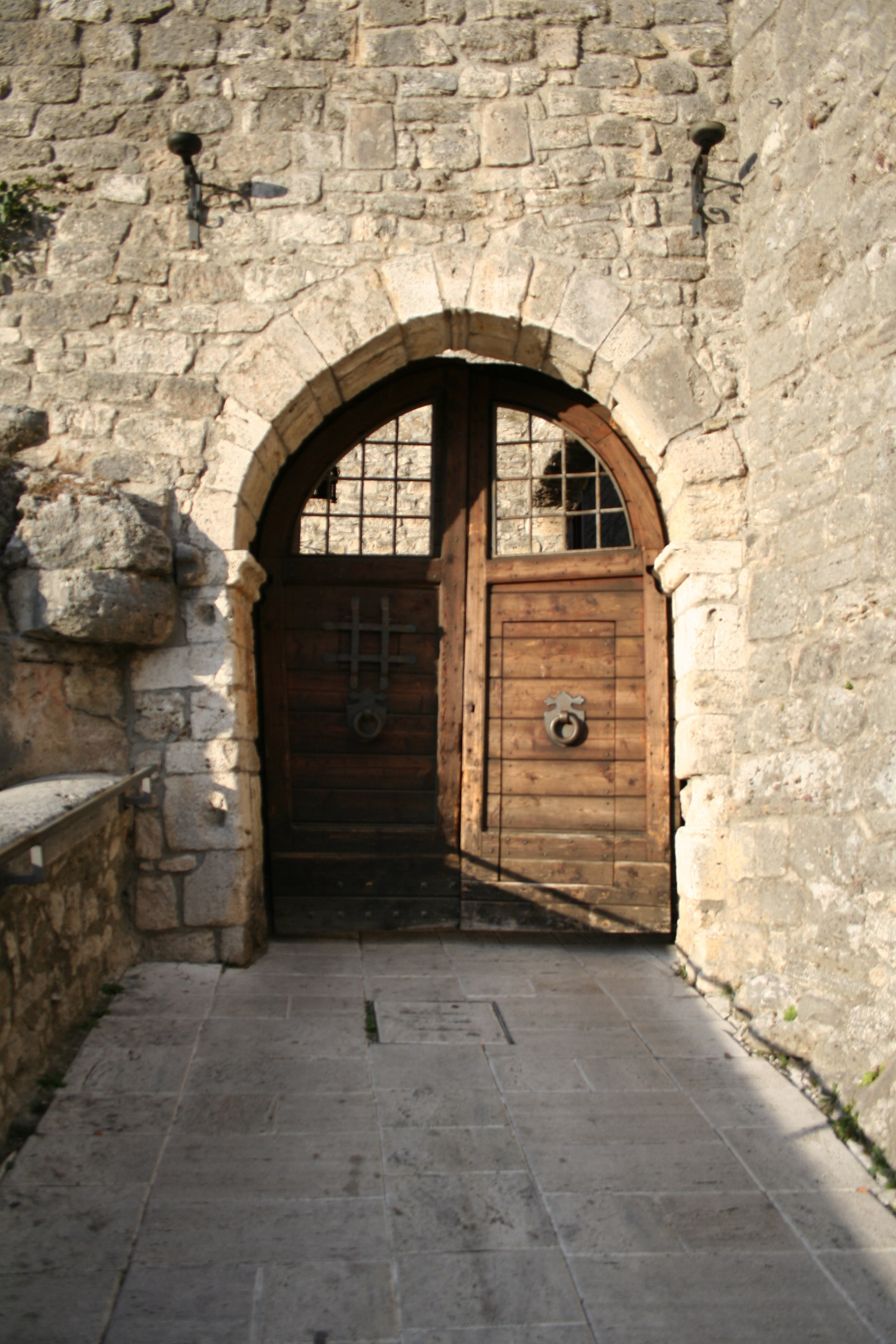
Castel Trosino, porta di ingresso al borgo
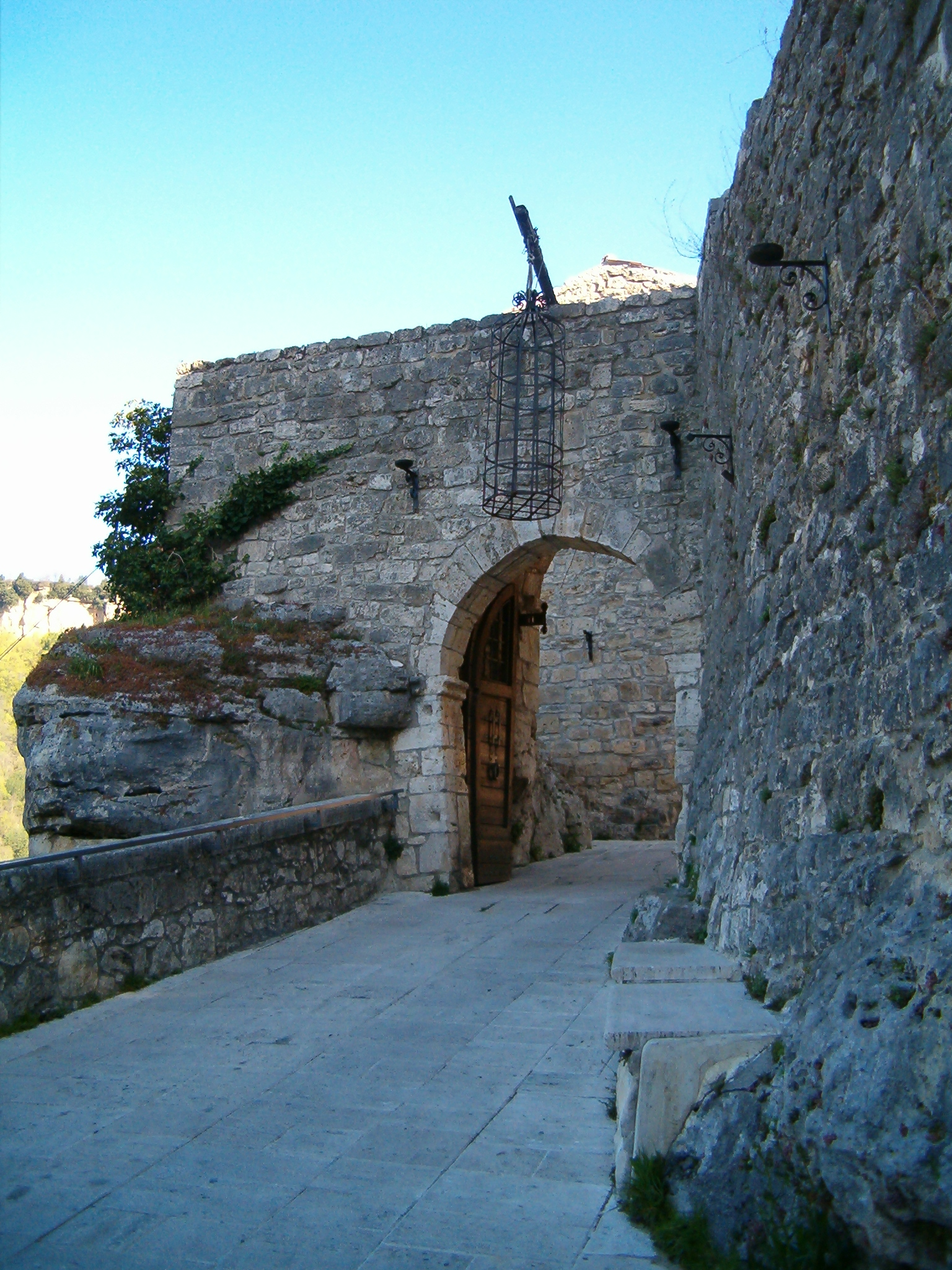
Castel Trosino, mura di cinta del castello e portale d'ingresso
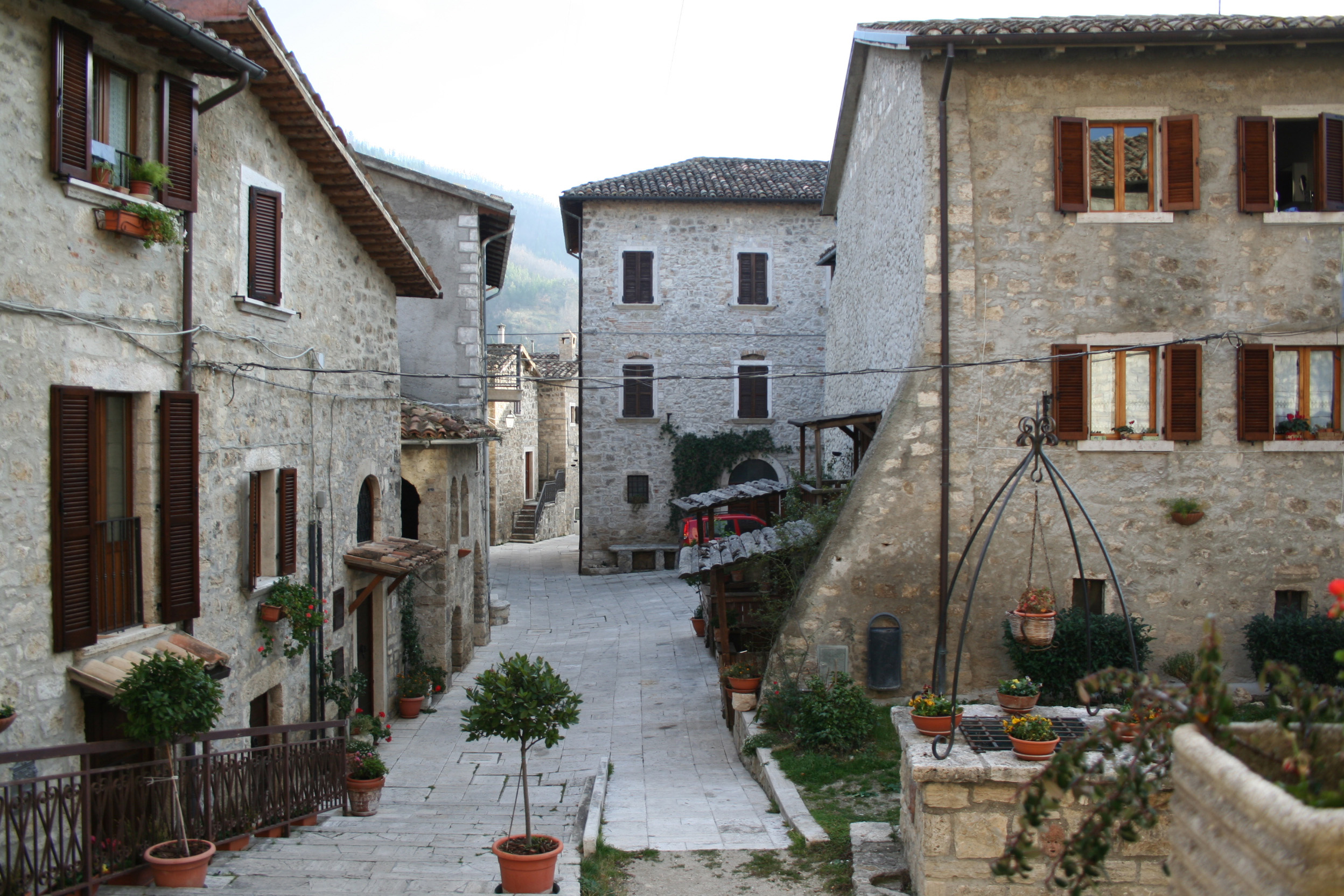
il borgo all'interno delle mura

## Monumenti e luoghi d'interesse

### Architetture civili

#### Casa di Re Manfrì

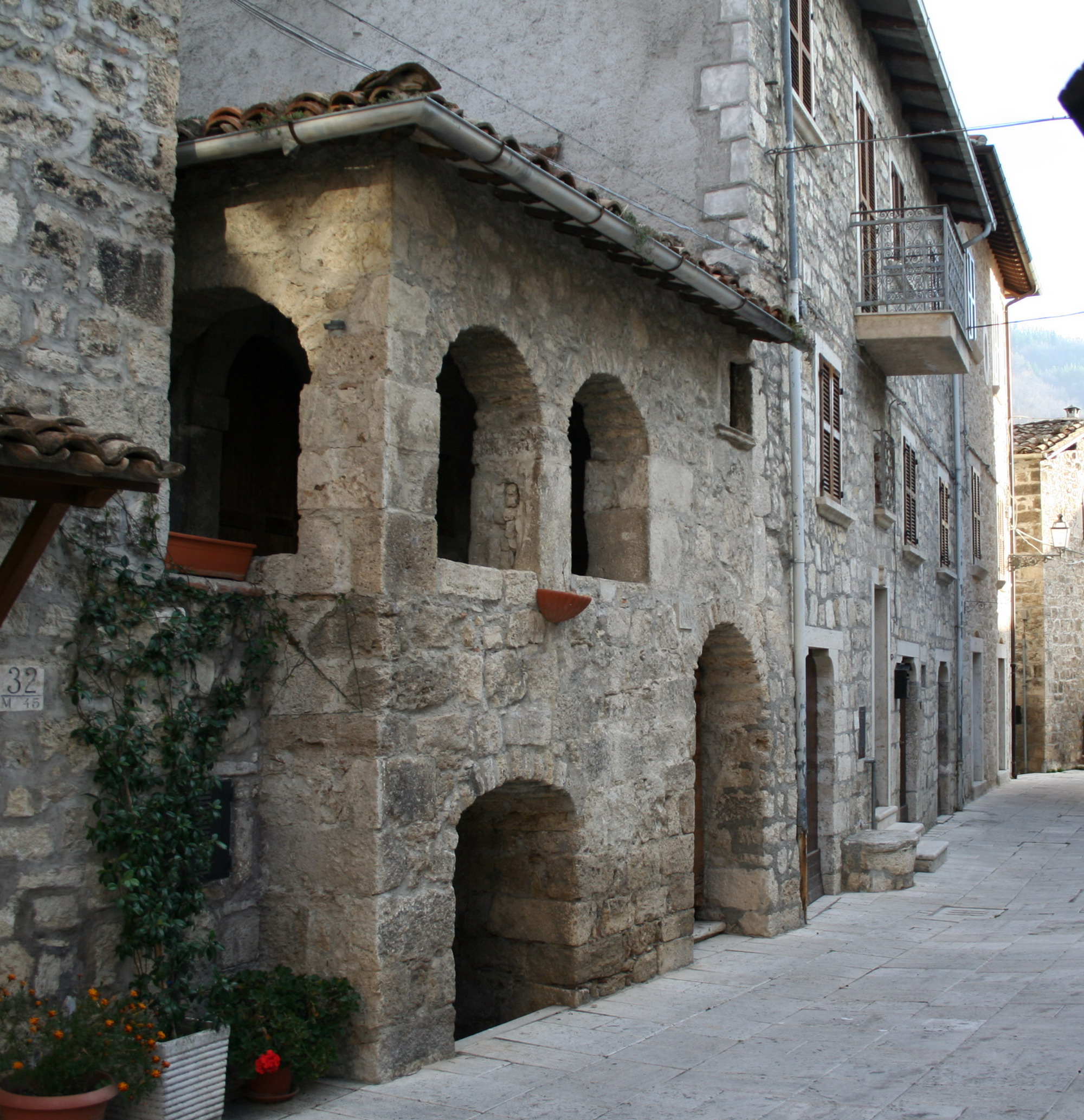
Casa di Re Manfrì

Nella zona centrale del paese vi è una fabbrica medioevale chiamata Casa di Re Manfrì. Un modesto edificio in pietra che al secondo piano presenta una graziosa loggetta a tre luci, di cui due si aprono sul prospetto principale. Per tradizione è ritenuta l'abitazione di Manfredi, il figlio illegittimo di Federico II e suo successore. Un'altra leggenda vuole che la piccola costruzione sia stata abitata da una bellissima fanciulla di cui Manfredi s'innamorò. Pare che il re ebbe con la giovane una breve ed intensa storia d'amore. Da questa narrazione molti la chiamano anche la Casa della Regina.

### La sorgente dell'acqua salmacina
Sotto l'altura cui sorge il borgo sgorga e si getta nel Castellano, tingendolo di verde, la sorgente dell'acqua salmacina, alcalina e diuretica, nota fin dall'antichità per le sue qualità terapeutiche.
Di essa riferiscono Andrea Bacci e Sebastiano Andreantonelli ricordando che in epoca romana furono costruite le condutture che la convogliavano fino nella città di Ascoli per alimentare le Terme del Lago. L'impianto si trovava dove ora si eleva la chiesa di Santa Maria del Lago accorpata alla fortezza malatestiana.
Nell'anno 1642, Francesco Maria Vannozzi, nella trattazione delle acque che scaturivano dal territorio di Ascoli, si soffermò sulla sorgente di Castel Trosino scrivendo di aver appreso dagli abitanti del borgo che i loro avi raccontavano di piccoli alloggi attrezzati che sorgevano sulla riva del Castellano, spazi idonei ad ospitare chi vi si recava a scopo di cura.
Tracce e resti delle canalizzazioni dell'acqua salmacina sono ancora oggi visibili nella città di Ascoli in via Cristoforo Colombo, dove vi sono due tubature in coccio che portavano rispettivamente sia l'acqua potabile sia l'acqua termale.

## Siti archeologici

### La necropoli longobarda

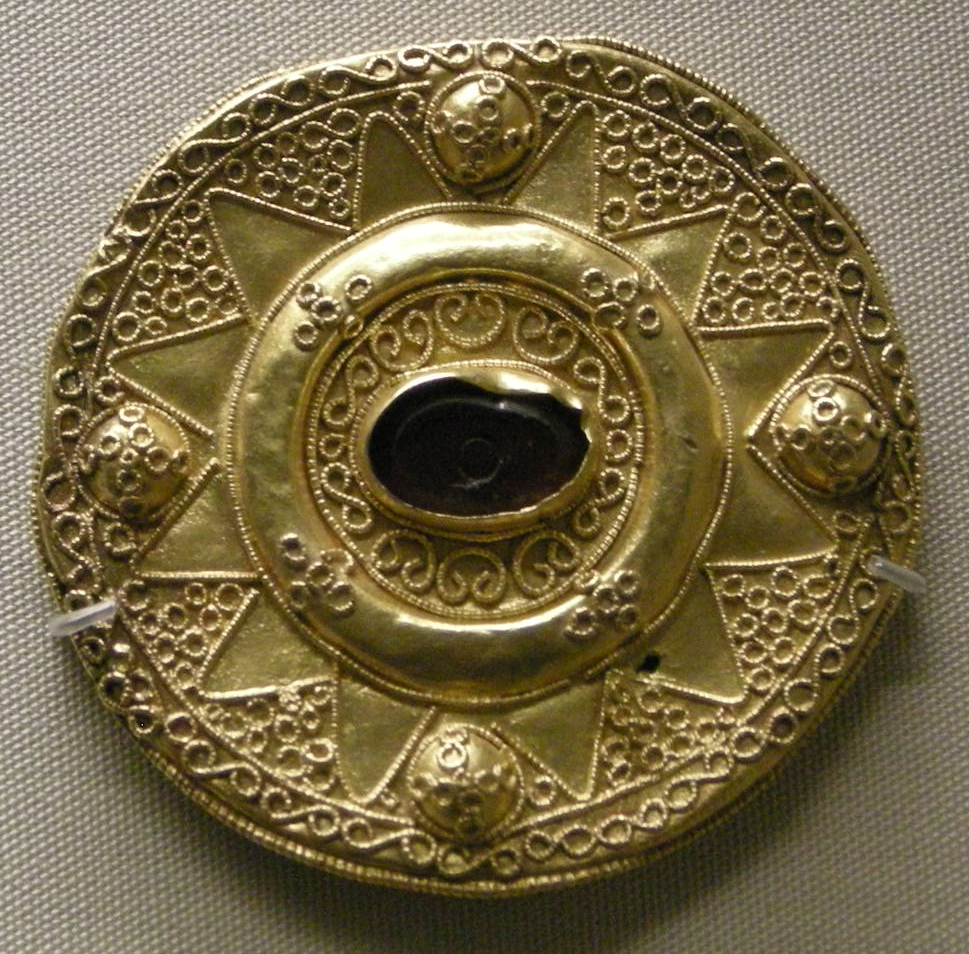
Spilla d'oro a disco con granata e decorazione a filigrana di arte longobarda del VII secolo, rinvenuta negli scavi della necropoli di Castel Trosino.

Nell'anno 1893, fu scoperta l'enorme necropoli longobarda, scavata da Raniero Mengarelli, che contò il rinvenimento di oltre 260 tombe, di cui 92 non corredate da alcun oggetto e la maggior parte delle altre restituiva il proprio corredo funerario costituito da materiale di modesto valore. In 34 tombe sono state rinvenute preziose manifatture realizzate in vetro, oro ed argento.
La definizione di Tesoro dei Longobardi nasce proprio dal pregio delle lavorazioni e dall'elevato interesse archeologico e storico dei reperti, alcuni dei quali di particolare valore, decisamente superiore alla media di quelli rinvenuti in altre tombe longobarde in Italia.
Già Giuseppe Colucci, nel volume XXI delle “Antichità Picene”, narrava di “ritrovamenti di oggetti preziosi” avvenuti tra il 1765 e il 1782, più di cento anni prima della scoperta della necropoli.
La venuta alla luce di questo giacimento sepolcrale fu casuale. L'allora parroco di Castel Trosino, don Emidio Amadio, dette incarico ad un uomo di sua fiducia, Salvatore Pignoloni, di preparare un terreno, in contrada Santo Stefano, per la piantumazione di un vigneto.
L'attività di dissodare il campo fece affiorare i primi oggetti che decoravano uno scheletro inumato in una tomba a fossa. Continuando a scavare furono dissotterrate innumerevoli sepolture. Su impulso di Giulio Gabrielli, ingegnere ascolano, che notificò alle autorità statali preposte il ritrovamento, l'ingegner Mengarelli e il professor Brizio coordinarono i lavori di scavo in modo scientifico.
I rinvenimenti della necropoli si possono catalogare in più periodi. Vi sono tombe del VII secolo, di cui è difficile comprendere le diverse appartenenze culturali della popolazione. Vi sono quelle della fase che risale alla seconda metà del VI secolo nelle quali il corredo funerario ritrovato è di semplice consistenza ed include piccoli vasi di vetro o terracotta e qualche oggetto ornamentale. Poi, vi sono le sepolture del periodo che si computa a partire dalla fine del V secolo, nelle sepolture sia maschili, sia femminili sono stati rinvenuti oggetti di valore, come: armi, monili e gioielli, elmi, corazze, lance, scudi, frecce, fibule, collane, orecchini, pissidi ed amuleti.
Quasi tutto il materiale rinvenuto fu inizialmente trasportato ad Ancona. Attualmente la gran parte dei reperti provenienti da Castel Trosino è esposta presso il Museo dell'Alto Medioevo di Roma, altri provenienti dal corredo maschile molto prezioso, smembrato e disperso, del cavaliere che pare essere stato il primo comandante del reparto, sono esposti al Metropolitan Museum of Art di New York ed altri ancora al Musée d'Archéologie Nationale a Saint Germain en Laye in Francia.  Una piccola parte del tesoro castrense si trova conservata ed esposta ad Ascoli Piceno all'interno del locale museo dell'Alto Medioevo.

## Galleria d'immagini

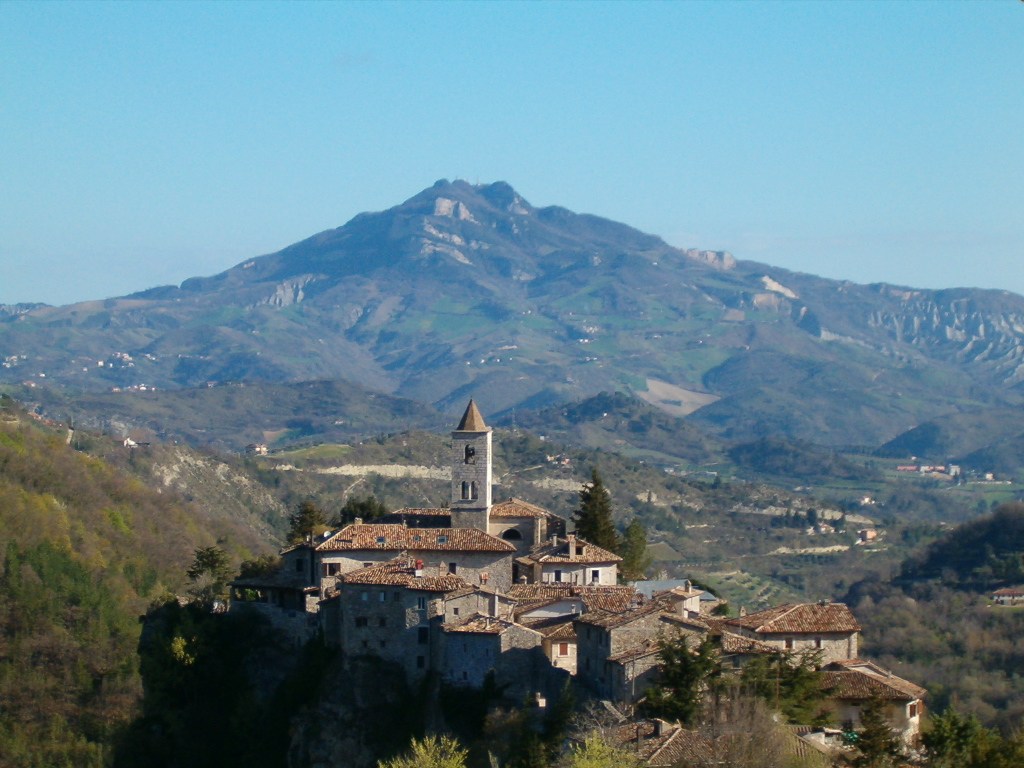
Castel Trosino
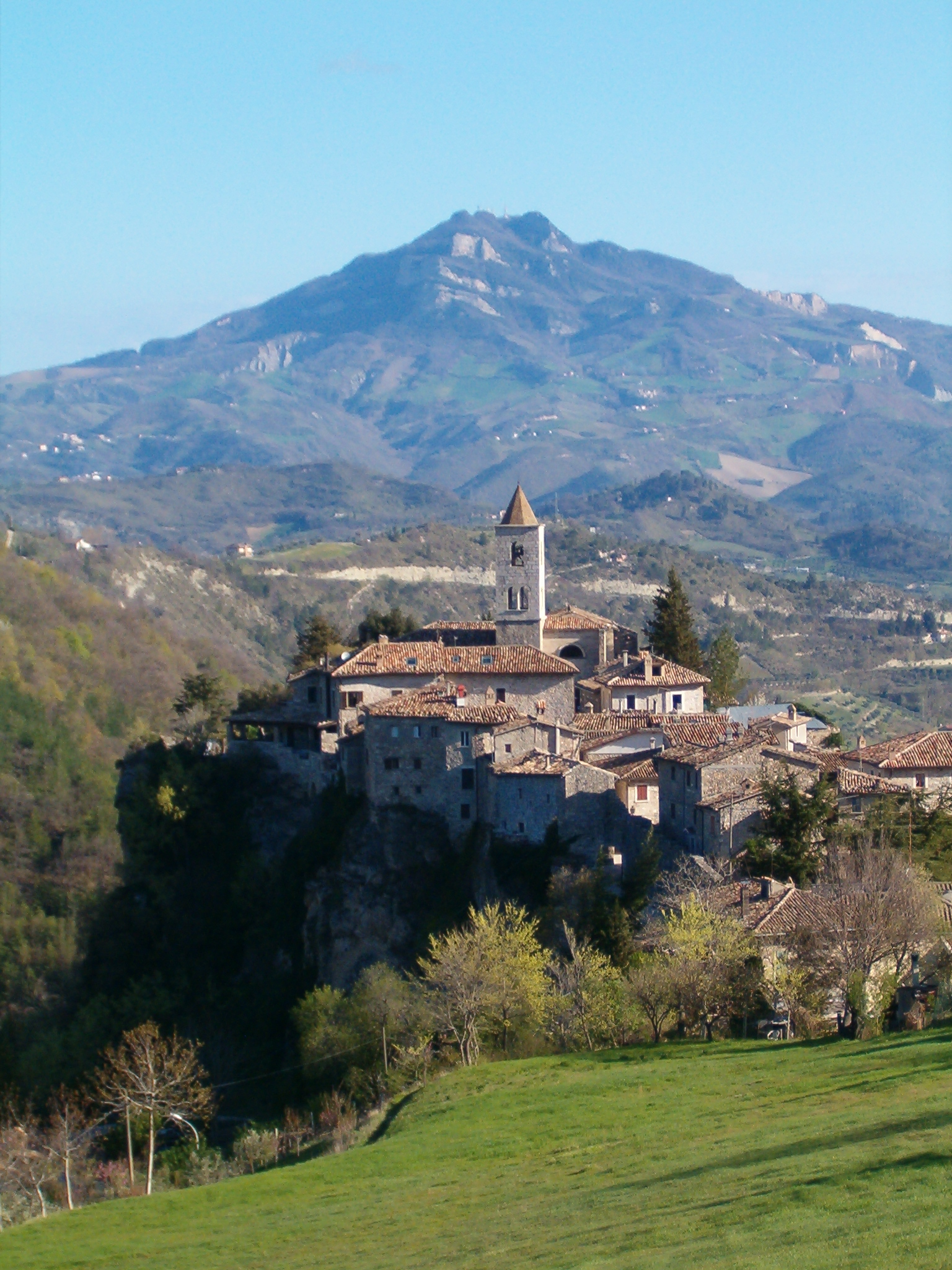
Castel Trosino, veduta panoramica
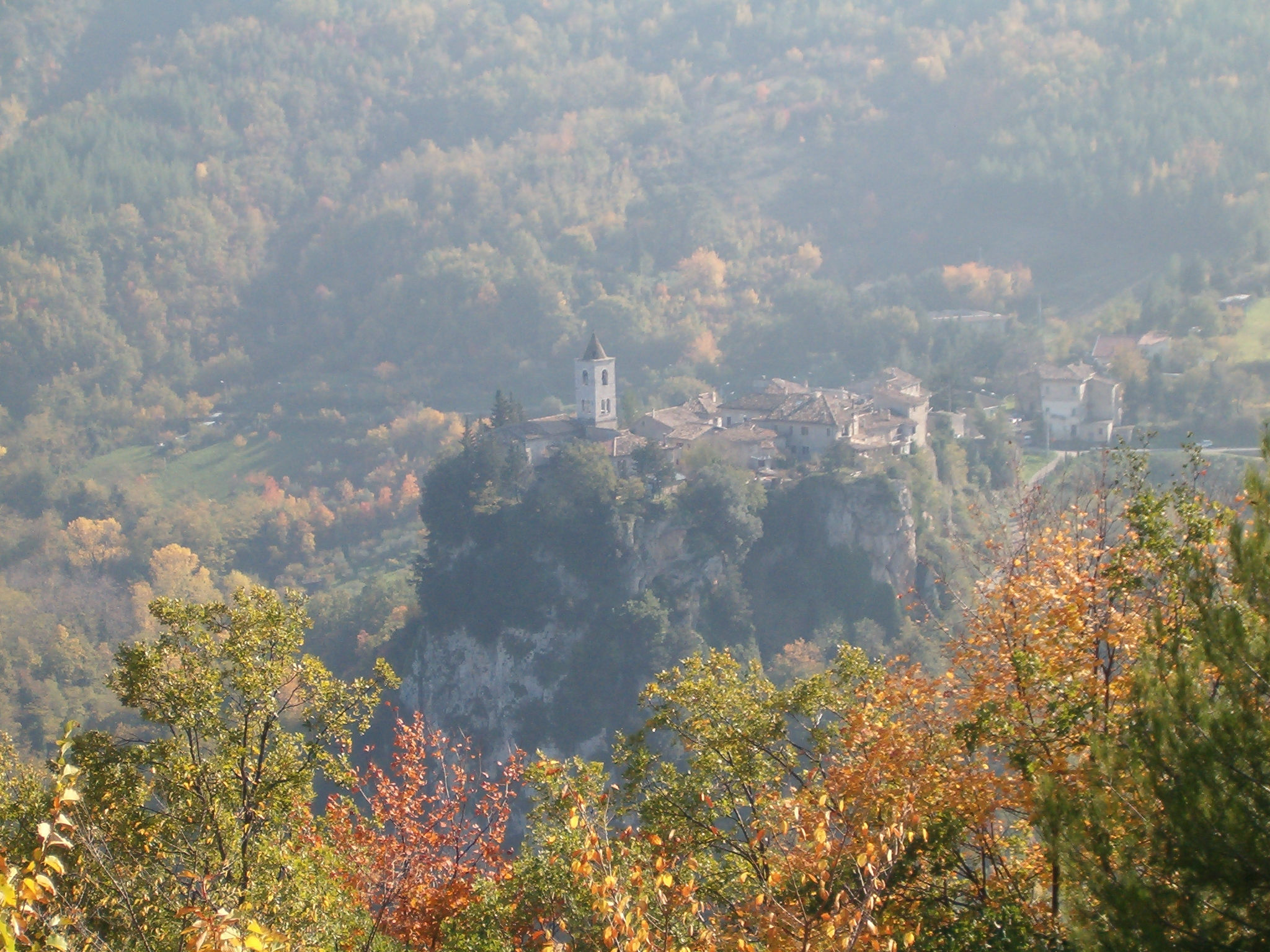
Castel Trosino, veduta dall'eremo di San Giorgio
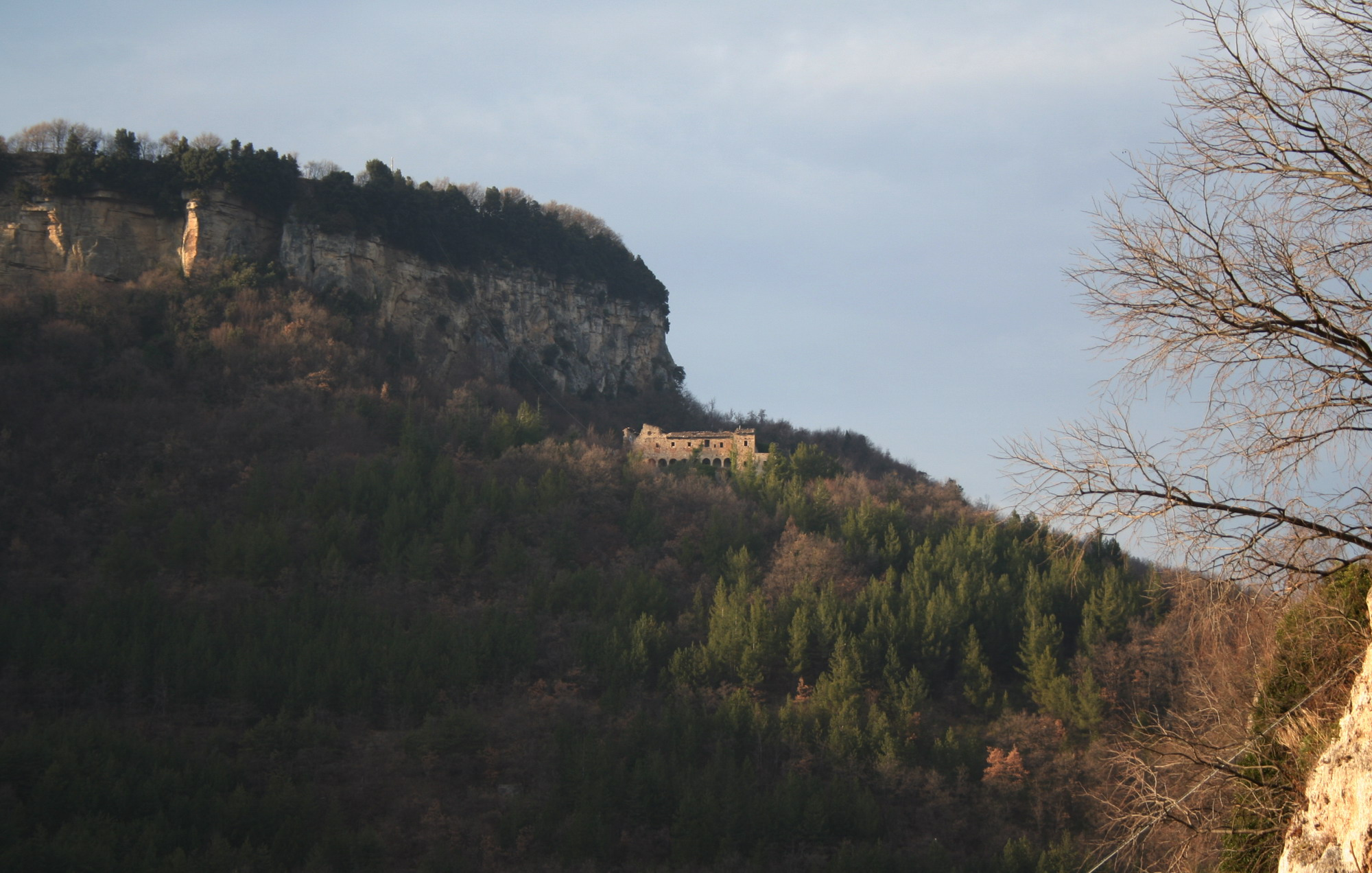
Convento di San Giorgio sulla collina di Rosara
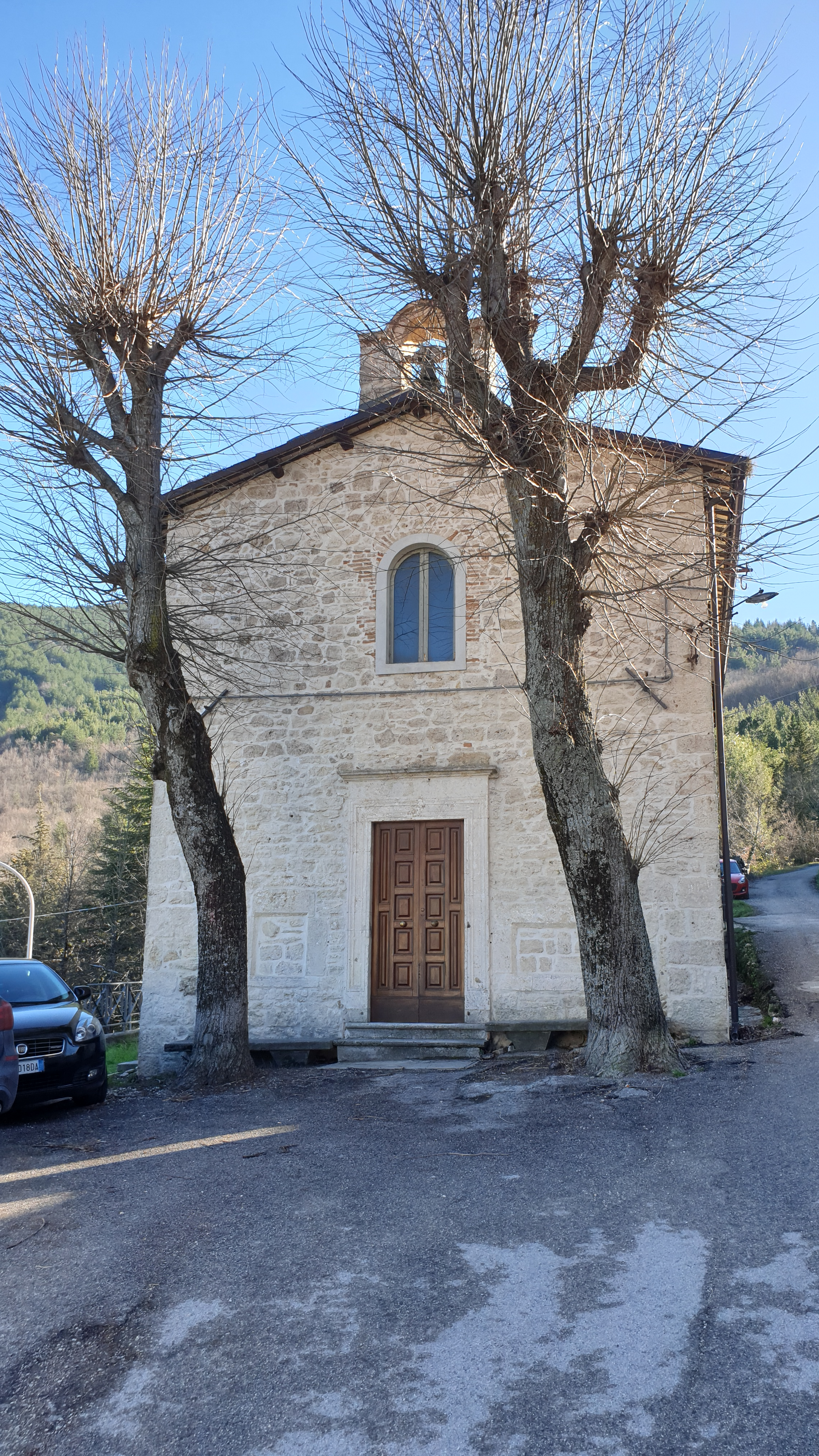
Chiesa della Madonna delle Grazie
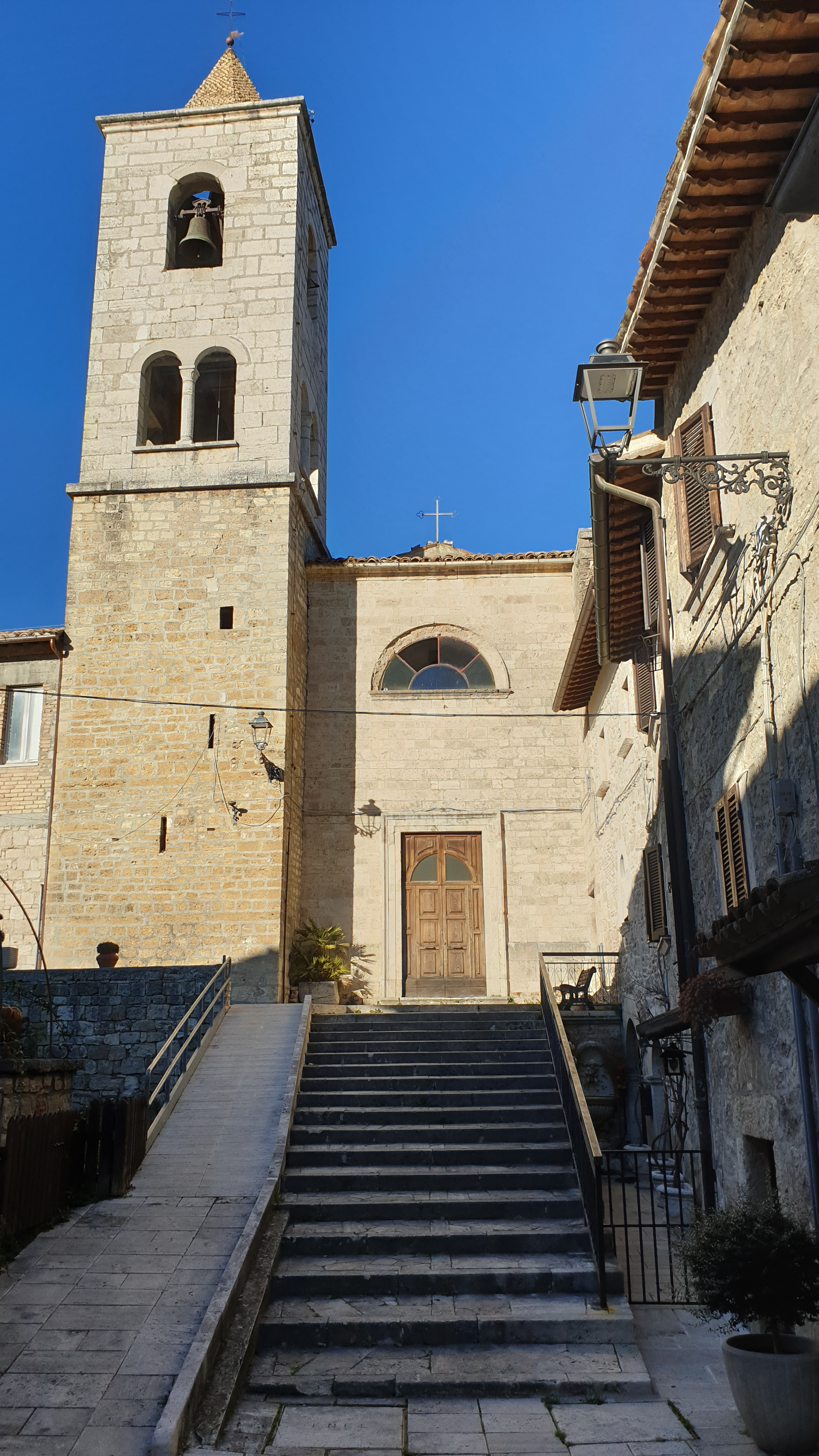
Chiesa di San Lorenzo Martire